# San Agustín, Yucatán
San Agustín är en ort i Mexiko.   Den ligger i kommunen Tekax och delstaten Yucatán, i den östra delen av landet, 1 000 km öster om huvudstaden Mexico City. San Agustín ligger 138 meter över havet och antalet invånare är 140.
Terrängen runt San Agustín är platt. Runt San Agustín är det glesbefolkat, med 18 invånare per kvadratkilometer. Närmaste större samhälle är Xul, 14,0 km norr om San Agustín. I omgivningarna runt San Agustín växer i huvudsak städsegrön lövskog.